# Oporowo (powiat leszczyński)

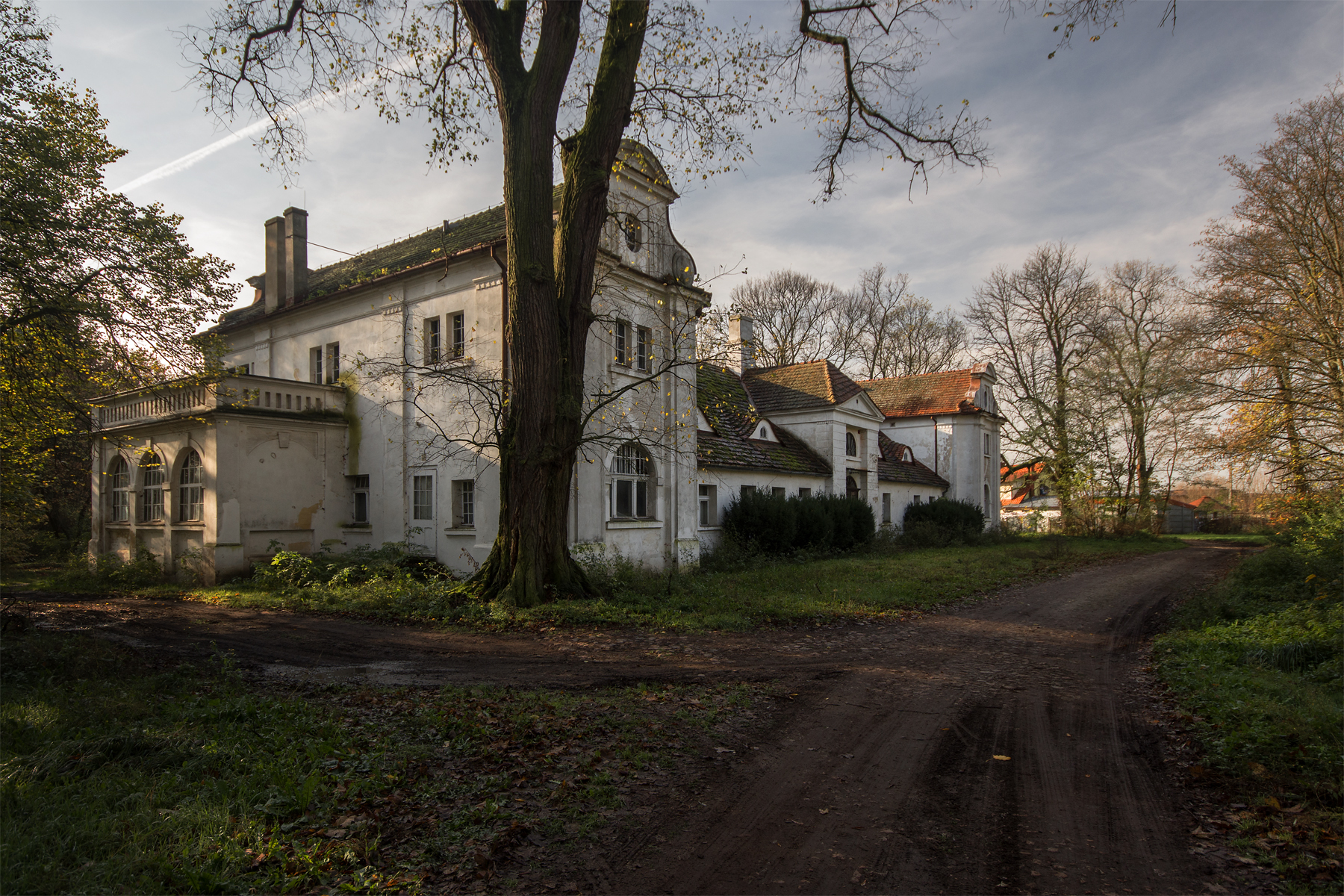
Dwór w Oporowie

Oporowo – wieś w Polsce położona w województwie wielkopolskim, w powiecie leszczyńskim, w gminie Krzemieniewo.
| SIMC    | Nazwa     | Rodzaj |
| ------- | --------- | ------ |
| 0372428 | Grabówiec | osada  |

Wieś szlachecka położona była w 1580 roku w powiecie kościańskim województwa poznańskiego.
W końcu XVIII w. wieś należała do Korduli Turnowej, która sprzedała dwór w 1793 r. Wojciechowi Morawskiemu. W październiku 1831 r. u rodziny Józefa Morawskiego gościł Adam Mickiewicz. W rękach jego rodziny wieś pozostawała do II wojny światowej.
W latach 1975−1998 miejscowość należała administracyjnie do województwa leszczyńskiego.
Urodził się tu Witold Józef Dzierżykraj-Morawski herbu Nałęcz ps. „Wallenrod” (ur. 27 marca 1895, zamordowany 9 listopada 1944 w obozie koncentracyjnym w Mauthausen) – pułkownik dyplomowany kawalerii Wojska Polskiego, mianowany pośmiertnie przez Naczelnego Wodza Polskich Sił Zbrojnych generałem brygady.

## Zabytki
- kościół par. p.w. Niepokalanego Poczęcia NMP (1640-1644); nr rej. 652661 wpis 20/48/A z 12.12.1932;
- zespół dworski (XVIII, XX w.), na który składają się:
  - dwór (XVIII, 1902) nr rej. 652663, wpis 274/300 z 07.10.1968;
  - park nr rej. 65266466/20 z 12.10.1948
  - rządcówka (1920) nr rej. NID 652665, wpis 1480/A z 17.01.1994;
  - sześciorak, (dom nr 36, 1 ćw. XX w.) nr rej. 652666, wpis 1481/A z 17.01.1994 ;
  - budynek inwentarski ze spichrzem folwarcznym (1926) nr rej. 652667, wpis 1482/A z 17.01.1994[6].

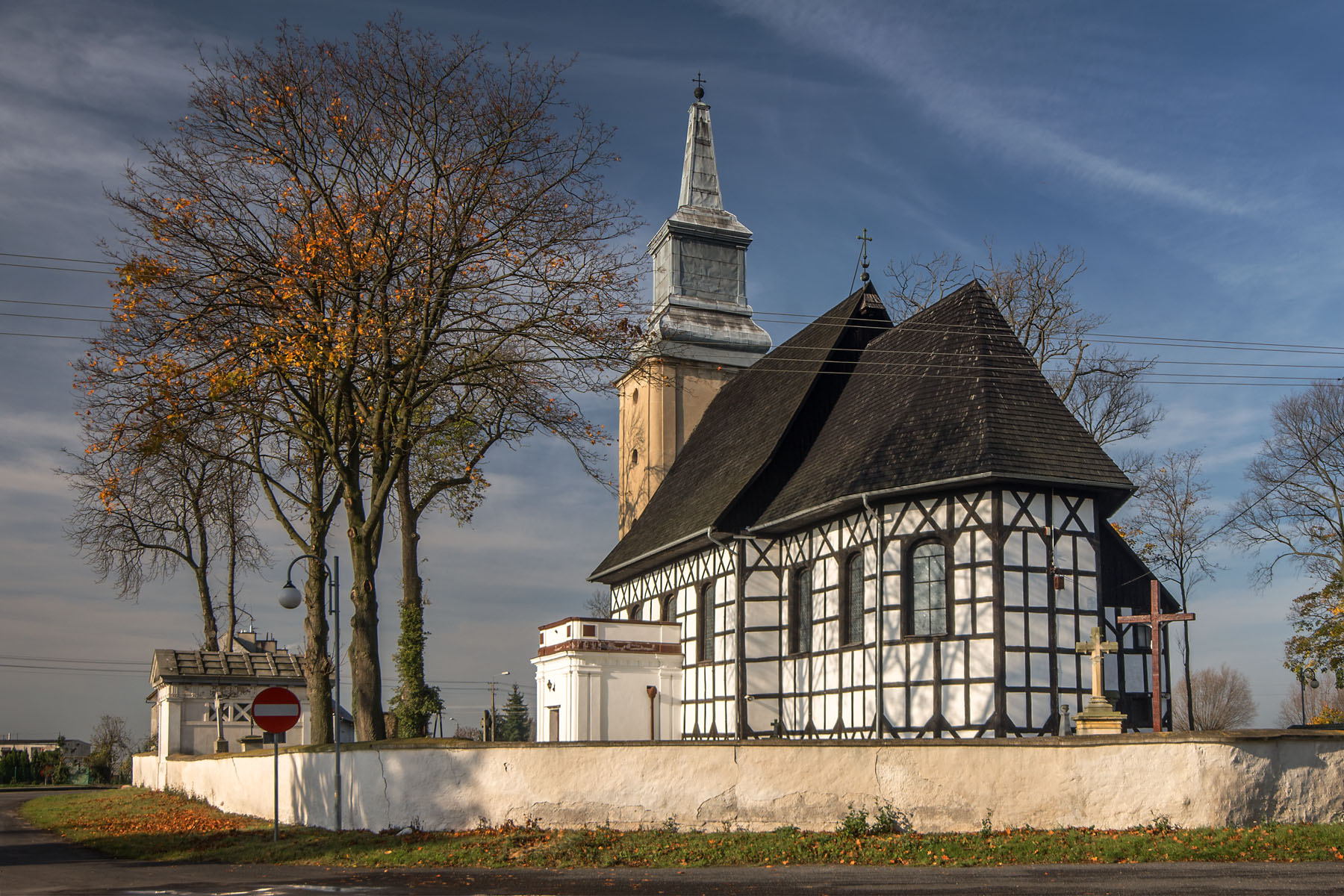
Kościół NPM Niepokalanie Poczętej
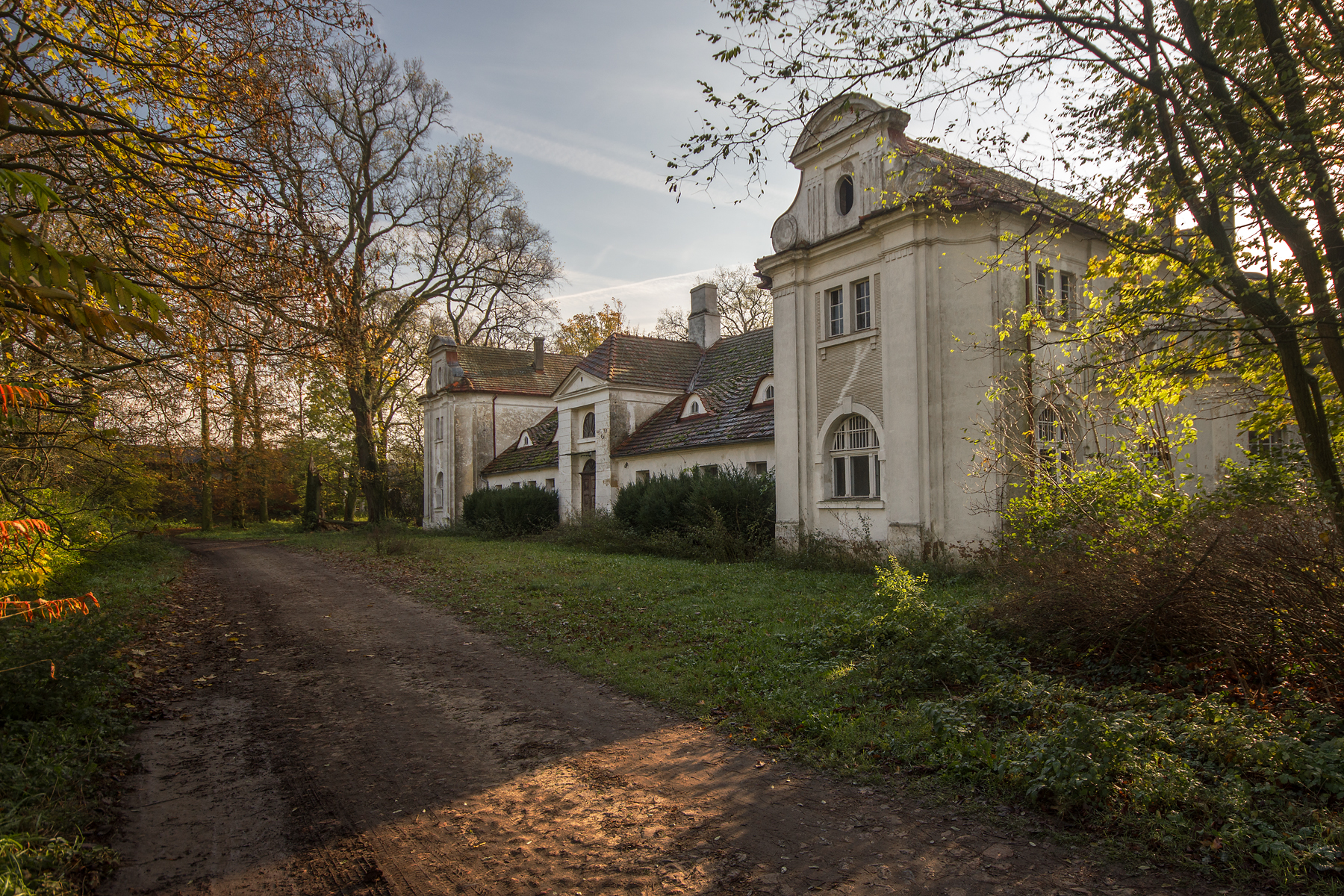
Dwór w Oporowie
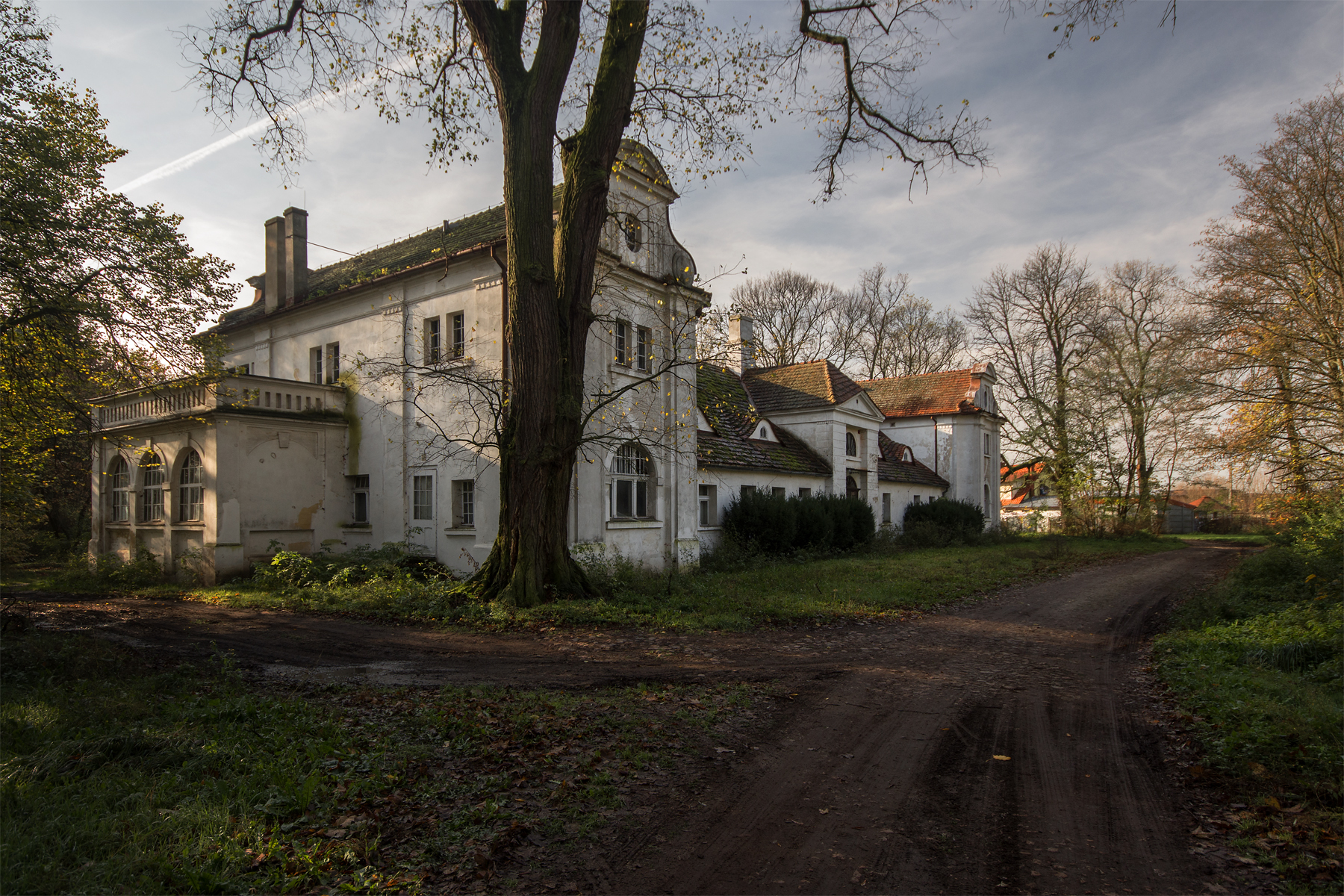
Dwór w Oporowie
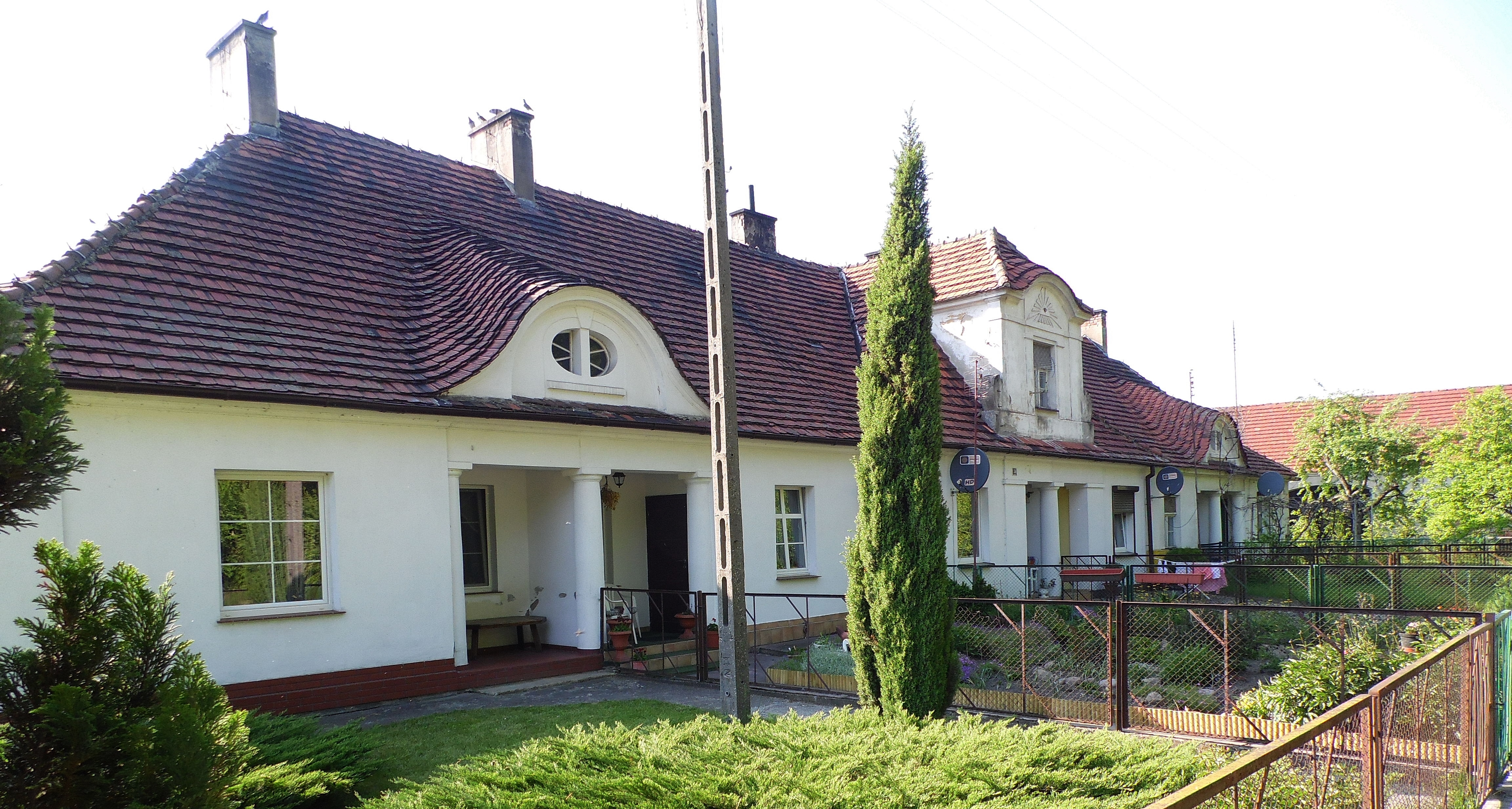
Sześciorak
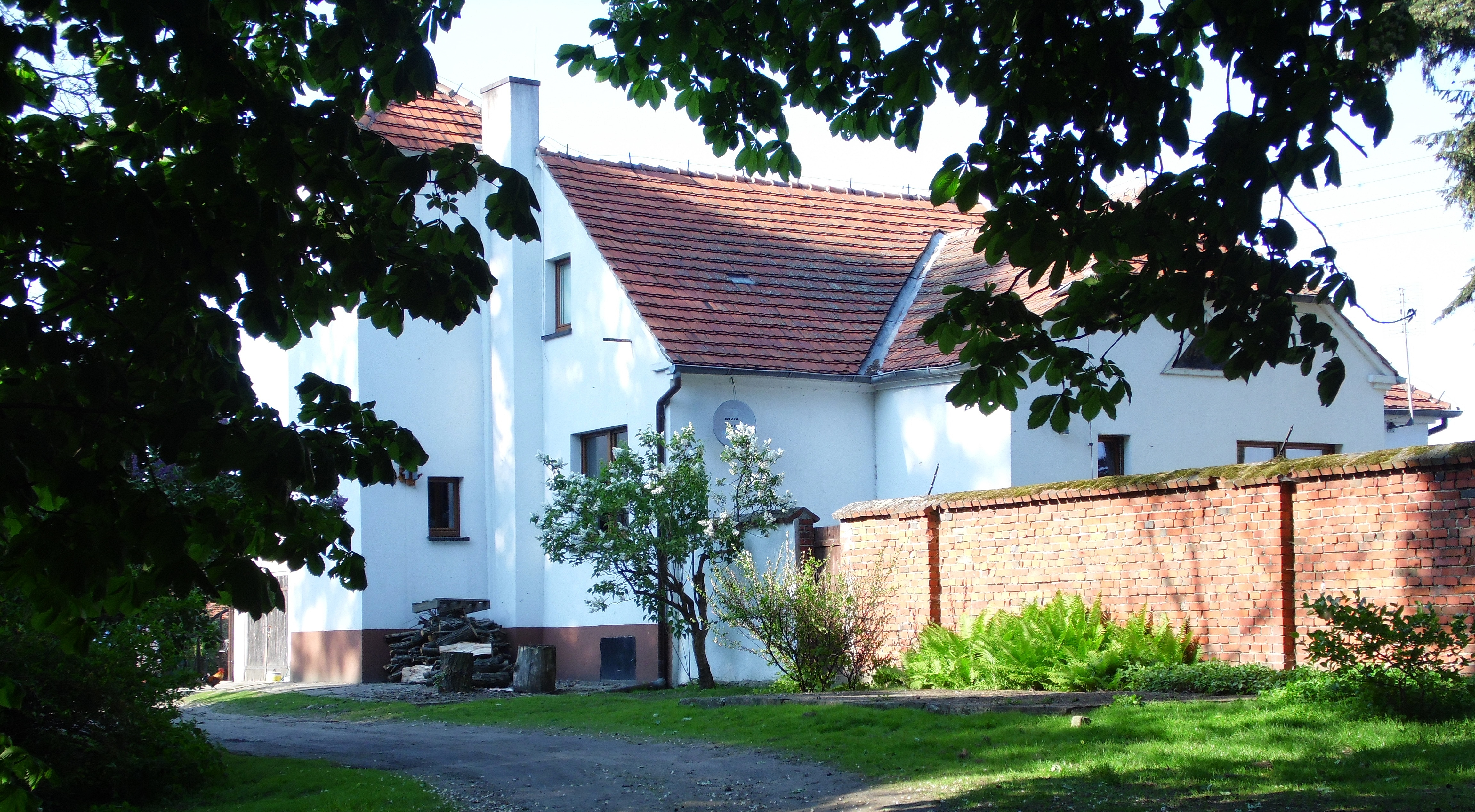
Rządcówka
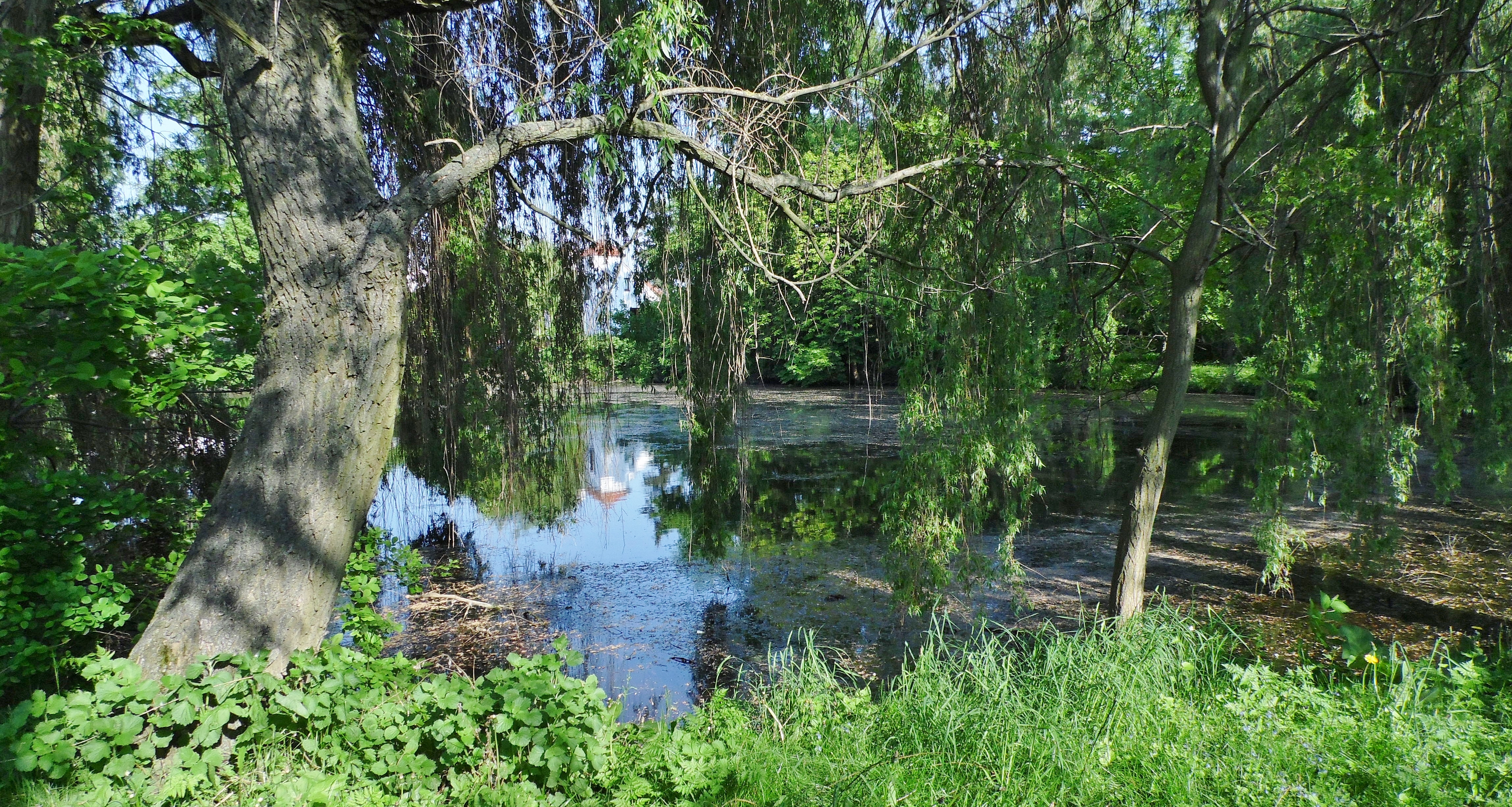
Park dworski